# Conseil des Trois Feux
Le Conseil des Trois Feux, également connu en tant que Peuple des Trois Feux, la Confédération des Trois Feux, Les Nations unies indiennes des Chippewa, Outaouais, et Potawatomi, ou Niswi-mishkodewin en langue anishinaabe, est une alliance Anishinaabe des tribus amérindiennes Ojibwé, Outaouais et Potawatomi.

## Origine
À l'origine un seul peuple, ou un rassemblement de groupes très proches, les identités Ojibwé, Outaouais, et Potawatomi se développèrent après que les Anishinaabe eurent atteint Michilimackinac dans leur périple vers la côte atlantique. Selon leurs rouleaux scripturaux d'écorce de bouleau les Potawatomi datent la constitution du Conseil des Trois Feux aux environs de 796 à Michilimackinac.   
Au sein du Conseil, les Ojibwé étaient les « grands frères », les Outaouais les « cadets », et les Potawatomi les « benjamins ».  C'est pourquoi les trois nations Anishinaabe sont mentionnées dans cet ordre Ojibwé, Outaouais puis Potawatomi. De plus les Potawatomi sont désignés « gardiens du feu » (boodawaadam), qui forme la racine de leur nom Boodewaadamii (en langue Ojibwé) ou Bodéwadmi (en langue Potawatomi).
Bien que les Trois Feux aient eu plusieurs lieux de réunion, Michilimackinac devint leur préféré en raison de sa situation centrale. Le conseil s'y réunissait pour discuter de sujets politiques et militaires. C'est depuis cet endroit que le conseil entretenait des relations avec les autres peuples Anishinaabe, les Ozaagii (Sac), Odagaamii (Fox), Omanoominii (Menominee), Wiinibiigoo (Ho-Chunk), Naadawe (Iroquois), Nii'inaawi-Naadawe (Huron-Wendat), Naadawensiw (Sioux), Wemitigoozhi (France), Zhaaganaashi (Britannique) et les Gichi-mookomaan (États-Unis).
Grâce au système des totems et à la promotion des échanges, le Conseil était en général en paix avec ses voisins. Cependant quelques disputes occasionnelles se transformèrent en guerres. C'est ainsi que le Conseil combattit les Iroquois et les Sioux, lors de la Guerre de Sept Ans, le Conseil combattit les Britanniques  et lors de la Guerre de 1812, les États-Unis. Après la formation des États-Unis en 1776, le Conseil devint le cœur de la Confédération des lacs de l'ouest (également connue comme la « Confédération des Grands-Lacs »), qui rassemblait les Wyandots, Algonquins, Nipissing, Sacs, Meskwaki et d'autres.

## Traités
Le conseil signa ou participa à plusieurs traités avec les Britanniques, la France et les États-Unis.

### Avec les Britanniques
- Traité de Fort Niagara (1764) - impliqué,

### Avec les États-Unis
- Traité de Fort Harmar (1789) – impliqué,
- Traité de Greenville (1795) – impliqué,
- Traité de Fort Industry (1805) – non impliqué mais les 3 nations sont présentes,
- Traité de Détroit (1807) – non impliqué mais les 3 nations sont présentes,
- Traité de Brownstown (1808) – impliqué,
- Traité de Springwells (1815) – impliqué,
- Traité de Saint-Louis (1816) – impliqué,
- Traité de Fort Meigs (1817) – non impliqué mais les 3 nations sont présentes,
- Premier traité de Prairie du Chien (1825) - impliqué,
- Second traité de Prairie du Chien (1829) - impliqué,
- Troisième traité de Prairie du Chien (1829) - impliqué,
- Quatrième traité de Prairie du Chien (1830) - impliqué,
- Traité de Chicago (1833) - impliqué.